# Penrith Stadium
Le Penrith Stadium est un stade de rugby à XIII situé à Penrith en Australie.
Inauguré le 23 avril 1967, il est depuis le stade résident des Panthers de Penrith, qui disputent la national Rugby League depuis 1967. Géré par la Ville de Penrith, le stade a une capacité de 22 500 spectateurs. Le stade est aussi utilisé pour des rencontres de football américain pour le club des New South Wales Surge.